# Inhale, Do Not Breathe
Inhale, Do Not Breathe prvi je EP ukrajinskog heavy metal sastava Jinjer. Grupa ga je samostalno objavila 15. veljače 2012. godine. Diskografska kuća The Leaders Records ponovno ga je objavila 15. ožujka 2013. s pet dodatnih pjesama, zbog čega se tu inačicu EP-a može klasificirati i kao studijski album.

## Popis pjesama
| 1.    | »Until the End«     | 3:59 |
| 2.    | »Waltz«             | 3:38 |
| 3.    | »Scissors«          | 3:22 |
| 4.    | »Exposed as a Liar« | 3:40 |
| 5.    | »My Lost Chance«    | 3:55 |
| 18:34 |                     |      |

| Reizdana inačica EP-a iz 2013. | Reizdana inačica EP-a iz 2013.                  | Reizdana inačica EP-a iz 2013. | Reizdana inačica EP-a iz 2013. | Reizdana inačica EP-a iz 2013. | Reizdana inačica EP-a iz 2013. | Reizdana inačica EP-a iz 2013. | Reizdana inačica EP-a iz 2013. | Reizdana inačica EP-a iz 2013. | Reizdana inačica EP-a iz 2013. |
| Br.                            | Skladba                                         | Trajanje                       |                                |                                |                                |                                |                                |                                |                                |
| ------------------------------ | ----------------------------------------------- | ------------------------------ | ------------------------------ | ------------------------------ | ------------------------------ | ------------------------------ | ------------------------------ | ------------------------------ | ------------------------------ |
| 1.                             | »Until the End«                                 | 3:59                           |                                |                                |                                |                                |                                |                                |                                |
| 2.                             | »Waltz«                                         | 3:38                           |                                |                                |                                |                                |                                |                                |                                |
| 3.                             | »Scissors«                                      | 3:22                           |                                |                                |                                |                                |                                |                                |                                |
| 4.                             | »Exposed as a Liar«                             | 3:40                           |                                |                                |                                |                                |                                |                                |                                |
| 5.                             | »My Lost Chance«                                | 3:55                           |                                |                                |                                |                                |                                |                                |                                |
| 6.                             | »Hypocrites and Critics«                        | 3:26                           |                                |                                |                                |                                |                                |                                |                                |
| 7.                             | »Objects in Mirror Are Closer Than They Appear« | 3:07                           |                                |                                |                                |                                |                                |                                |                                |
| 8.                             | »Destroy« (uživo)                               | 3:30                           |                                |                                |                                |                                |                                |                                |                                |
| 9.                             | »Scissors« (uživo)                              | 3:22                           |                                |                                |                                |                                |                                |                                |                                |
| 10.                            | »Waltz« (uživo)                                 | 3:14                           |                                |                                |                                |                                |                                |                                |                                |
| 35:13                          |                                                 |                                |                                |                                |                                |                                |                                |                                |                                |

## Zasluge
| Jinjer - Tetjana Šmajljuk – vokali - Dmitriy Oksen – gitara - Jevgen Abdjuhanov – bas-gitara - Aleksandr Kozyjčuk – bubnjevi | Ostalo osoblje - Alex "Irokez" Eliseev – tonska obrada - Drakontas Graphics – omot albuma |